# Palisota
Palisota (Palisota Rchb. ex Endl.) – rodzaj roślin z rodziny komelinowatych. Należy do niego 30 gatunków. Występują w strefie klimatu ciepłego w Afryce Środkowej i na wyspach Oceanu Indyjskiego i jako introdukowane na Trynidadzie i Tobago.

## Systematyka
Pozycja systematyczna
Rodzaj z podrodziny Commelinoideae z rodziny komelinowatych Commelinaceae.
Wykaz gatunków
- Palisota akouangoui E.Bidault & Burg
- Palisota alboanthera Burg & E.Bidault
- Palisota alopecurus Pellegr.
- Palisota ambigua (P.Beauv.) C.B.Clarke
- Palisota barteri Hook.f. – palisota Bartera[4]
- Palisota bogneri Brenan
- Palisota brachythyrsa Mildbr.
- Palisota bracteosa C.B.Clarke
- Palisota cristalensis E.Bidault & Burg
- Palisota ebo Cheek
- Palisota fadenii Burg & E.Bidault
- Palisota flagelliflora Faden
- Palisota gracilior Mildbr.
- Palisota hirsuta (Thunb.) K.Schum.
- Palisota lagopus Mildbr.
- Palisota laurentii De Wild.
- Palisota laxiflora C.B.Clarke
- Palisota leewhitei Burg, O.Lachenaud & E.Bidault
- Palisota mannii C.B.Clarke
- Palisota myriantha K.Schum.
- Palisota orientalis K.Schum.
- Palisota pedicellata K.Schum.
- Palisota plicata E.Bidault & Burg
- Palisota preussiana K.Schum. ex C.B.Clarke
- Palisota pynaertii De Wild.
- Palisota repens E.Bidault & Burg
- Palisota satabiei Brenan
- Palisota schweinfurthii C.B.Clarke
- Palisota stevartii Burg & E.Bidault
- Palisota thollonii Hua